# Team Galaxy
Team Galaxy (The Far Out Adventures of Team Galaxy) è una serie animata televisiva francese prodotta dalla compagnia francese Marathon Group e coprodotta da France 3, Jetix, Rai Fiction, YTV e Mystery Animation Inc.. La serie miscela animazione tradizionale con elementi di grafica computerizzata. Stilisticamente la serie è molto simile a Totally Spies! - Che magnifiche spie! e Martin Mystère, altre due serie create dallo stesso studio.
Team Galaxy vede protagonisti tre adolescenti Josh, Yoko e Brett alle prese con la normale vita studentesca al liceo "Galaxy High" e i loro allenamenti per diventare "Space Marshals", per difendere la galassia dai crimini intergalattici.

## Personaggi
- Joshua Kirkpatrick (Josh): È un sedicenne ribelle e iperattivo, che preferisce la pratica alla teoria. Infatti riesce perfettamente in tutte le missioni, ma non riesce a superare test o esami. In seguito ad un incidente incorso quando era bambino, ha paura dell'acqua. Suo padre è il preside della "Galaxy High", ma i due sono spesso in contrasto. È il leader delle missioni fra i suoi compagni.

Doppiato da: Emmanuel Garijo (francese), Kirby Morrow (inglese), Fabrizio Vidale (italiano).
- Yoko: Quindicenne con aspirazioni da cantante pop, vede la "Galaxy High" come un passo indispensabile per poter accedere allo star system. Nel doppiaggio francese viene chiamata Kiko.

Doppiata da: Dorothée Pousséo (francese), Katie Griffin (inglese), Monica Vulcano (italiano).
- Brett: Genio di soli dieci anni, è la mente del gruppo. È in possesso di un computer portatile che si rivela spesso indispensabile nel corso delle missioni.

Doppiato da: Fily Keita (francese), Tabitha St. Germain (inglese), Daniele Raffaeli (italiano).
- Bobby:

- Spavid:

- Toby:

- Orion (Ryan):

- Andromeda (Andy):

- Kimball: Principessa

- Seth:

- Omnis:

- Fluffy: Ultracucciolo di Josh Brett e Yoko.

- Spike: Ultracucciolo di Toby.

- (Primo nome sconosciuto) Maurice Kirkpatrick: Direttore del Galaxy High. In precedenza era il comandante di un'accademia militare, il che gli ha lasciato una forte tendenza alla marzialità e alla disciplina, la quale finisce spesso a metterlo ai ferri corti con l'indisciplinato figlio Josh. Nonostante le apparenze, è però anch'egli un giocherellone, quasi peggiore del figlio.

Doppiato da: Patrick Poivey (francese), Brian Dobson (inglese), Andrea Ward (italiano).
- Mrs. Schragger: Professoressa

- Mr. Spzoerscliipw (S): Professore

- Mr. Fitch: Professore

- Ms. Roskoff: Professoressa:

## Episodi

### Prima stagione
- 01. Brett al comando
- 02. Un allievo "promettente"
- 03. Viva Las Venus
- 04. Il cervello di Brett
- 05. Miss Cosmos
- 06. Un cucciolo per Yoko
- 07. Sempre sempre sempre
- 08. Occhio all'occhio
- 09. Sequestro intergalattico
- 10. Una pozione per Brett
- 11. Pirati spaziali
- 12. Missione subacquea
- 13. Conferenza intergalattica
- 14. Lunatica-Mente
- 15. Surf sulle comete
- 16. Ultra virus
- 17. Game over
- 18. Un'amica per Starletta
- 19. Api aliene
- 20. Crisi cosmica
- 21. Pensare in grande
- 22. Fluffy contro Buster
- 23. Doppio Brett
- 24. Il circo delle stelle (prima parte)
- 25. Il circo delle stelle (seconda parte)
- 26. Il circo delle stelle (terza parte)

### Seconda stagione
- 27. Allievo ufficiale onorario
- 28. La leggenda dello Space Squatch
- 29. Il grande banchetto
- 30. Cybercoop 4000
- 31. Ladro di soli
- 32. Il terribile Roto
- 33. Il professore 6025-A46
- 34. Diamanti furfanti
- 35. Alien Sitter
- 36. Yoko-Mania!
- 37. Furbo come una scimmia
- 38. Madame Nebula
- 39. L'attacco dei cloni
- 40. Super Spavid!
- 41. Caccia al tesoro
- 42. Allievi indigesti
- 43. Il ritorno di Rex-3
- 44. Josh attore cosmico
- 45. Frutta esotica
- 46. Ricercati speciali
- 47. Missione Halloween
- 48. Menti superiori
- 49. XXL - Fattoria extralarge
- 50. L'invasione delle ultrapiante (prima parte)
- 51. L'invasione delle ultrapiante (seconda parte)
- 52. L'invasione delle ultrapiante (terza parte)